# قصر أنطونيادس
قصر أنطونيادس  هو قصر أُقيم في عهد محمد علي باشا، وفي عام 1860 عهد الخديوي إسماعيل إلى الفنان الفرنسي «بول ريشار» بإنشاء الحدائق كنموذج مصغر من حدائق قصر فرساي بباريس التي أقام بها الخديوي إسماعيل أثناء زيارته لفرنسا، وكانت مساحة الحدائق آنذاك نحو 50 فداناً بل وصلت مساحة الحدائق نتيجة التوسعات التي أمر بها الخديوي إسماعيل إلى محل نادي سموحة حاليا، وأضيف وقتها عدد كبير من الأشجار والنباتات النادرة إلى الحديقة حيث عرف عن الخديوي إسماعيل ولعه بصيد الطيور بها، انتقلت ملكية القصر والحدائق إلى أحد الأثرياء وهو البارون اليوناني جون أنطونيادس العام1860 م والذي سميت الحدائق باسمه لاحقا، وقد ظل جون أنطونيادس زمناً بالقصر، وعندما توفي عام 1895 م آلت الحدائق والقصر بالميراث لإبنه أنطوني الذي نفذ وصية والده بإهداء القصر والحدائق إلى بلدية الإسكندرية العام 1918 م.

## القصر

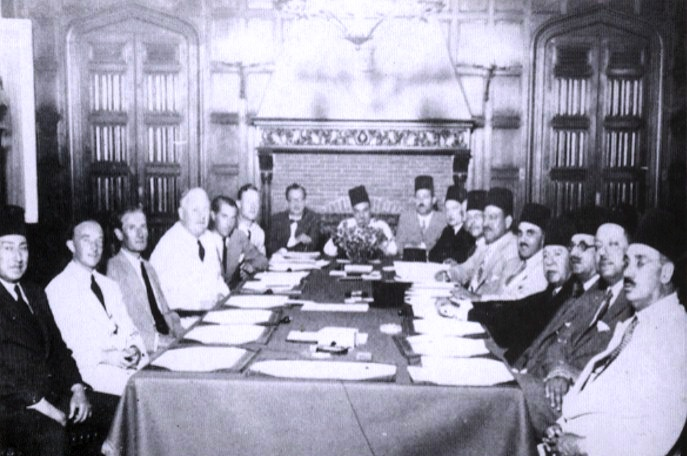
قصر أنطونيادس الموقع الثاني للمفاوضات الأنجلو-مصرية بشأن المعاهدة الأنجلو-مصرية لعام 1936

وقعت المعاهدة البريطانية المصرية 1936 عام 1936 م بين الحكومة المصرية برئاسة حزب الوفد والحكومة البريطانية للانسحاب من مصر إلى منطقة القناة وتم غرس شجرة بمدخل القصر تخليدا لهذه المناسبة.
استضاف القصر ملوكا أثناء اقامتهم في الأسكندرية منهم ملوك اليونان وبلجيكا وفرنسا وإيطاليا وإسبانيا وألبانيا حيث أقام في قصر أنطونيادس لفترة الملك زوغ الأول ملك ألبانيا وزوجته الملكة جيرالدين بعد خروجهم من البلد عقب اجتياح مملكة إيطاليا الفاشية في فترة حكم رئيس الوزراء بينيتو موسيليني.
أقامت ابنة الملك فؤاد الأول الأميرة فوزية «امبراطورة إيران» وزوجها الإمبراطور محمد رضا بهلوي «شاه إيران» السابق بالقصر في الشهور الأولى من الزواج.
شهد القصر الاجتماع التحضيري لإنشاء جامعة الدول العربية العام 1944 م.

## الحدائق
حدائق يرجع بعض المؤرخون تاريخ إنشائها إلي الفترة البطلمية في مصر وهي أقدم حدائق مدينة الإسكندرية في مصر، وتعتبر من بين أقدم الحدائق التي أنشأها الإنسان علي مستوي العالم، وكانت تقع ضمن ضاحية إيلوزيس أو «جنات النعيم» ولقد عاصرت هذه الضاحية أحداثاً تاريخية مهمة لملوك البطالمة، وفي القرن التاسع عشر كانت ملكا لأحد الأثرياء اليونانين وكانت تعرف باسمه «حدائق باستيريه» حتى تملكها محمد علي باشا وتوجد بالحديقة مجموعة مميزة من التماثيل الرخامية النادرة الكاملة الحجم لشخصيات أسطورية وتاريخية منها تماثيل فينوس آلهة الجمال وهي تحمل مرآة كبيرة تعكس أشعة الشمس في الصباح تجاه نوافذ القصر الجنوبية أيضا تماثيل تمثل الفصول الأربعة إضافة لأسود مصنوعة من المرمر.
ومن حدائق أنطونياديس حديقة المشاهير والتي تضم تماثيل لفاسكو دي غاما وكريستوفر كولومبس وماجلان...و كذلك حديقة النزهة ومسرح أنطونيادس.
و حديقة الورد التي صممها المهندس الفرنسي ديشون ومساحتها 5 أفدنة ويوجد بها نافورة مياه يتوسطها تمثال رخامي، كما يوجد بها أصناف كثيرة من الورود والأزهار النادرة.
شهدت الحدائق تطويرا ملحوظا في عهد فوزى معاذ عندما كان يديرها المهندس سعيد صبره وكانت تستضيف في المسرح حفلات ليالى التليفزيون وحفلات العيد القومى للإسكندرية وقد عاني القصر وجزء من الحدائق لبعض الإهمال لكن محافظة الأسكندرية في فترة اللواء عبد السلام المحجوب سلمت ملكية الحديقة الي مكتبة الأسكندرية وذلك لجعلها مركزا ثقافيا عالميا لحوض البحر المتوسط ويخدم دول حوض البحر المتوسط وليكون مقراً لحوار الحضارات والثقافات لحوض المتوسط وحلقة للاتصال بين الشمال والجنوب، وتولي مركز دراسات الإسكندرية ودراسات حوض البحر المتوسط التابع لمكتبة الإسكندرية بالاتفاق مع مجموعة أوناسيس العالمية اليونانية لكي تضم الحديقة متحفا لحضارات البحر المتوسط وقاعة للمؤتمرات ومكتبات وموقعا للحفلات مستويات مختلفة.
ما زالت الحدائق «انطونيادس والنزهة والورد» تابعة لوزارة الزراعة حيث يشرف عليها ويديرها معهد بحوث البساتين أحد معاهد مركز البحوث الزراعية وذلك تبعا للقرار الجمهورى رقم (112 لعام 1986)، وفي حين أن القصر فقط تم منحه لمكتبة الإسكندرية مع الحديقة الامامية للقصر في حدود مساحة 2 فدان ليكون مركز ثقافى متميز وما زال منذ منح القصر لمكتبة الإسكندرية في عام 2004 وحتى الآن في مراحل الترميم ولم يقم به أي نشاط أو يفتح للزيارة...
وحديقة انطونيادس والبالغ مساحتها في حدود 45 فدان هي حديقة نباتية عالمية تحتوى على طرز ونظم التصميمات للحدائق بكل أنواعها من طرز عربية إسلامية وطرز يونانية وإيطالية وفرنسية وأيضا بها الطرز الهندسية والحرة لتصميم الحدائق كما أنها تحتوى على مجموعات نباتية نادرة ومعمرة ويقوم باحثون من قسم بحوث الحدائق النباتية بمعهد بحوث البساتين بالعمل على تطوير الحدائق بصفة مستمرة والتبادل النباتى بين الحدائق النباتية العالمية كما أن الحدائق مفتوحة لزيارة الجمهور برسم دخول رمزي.

## معرض صور

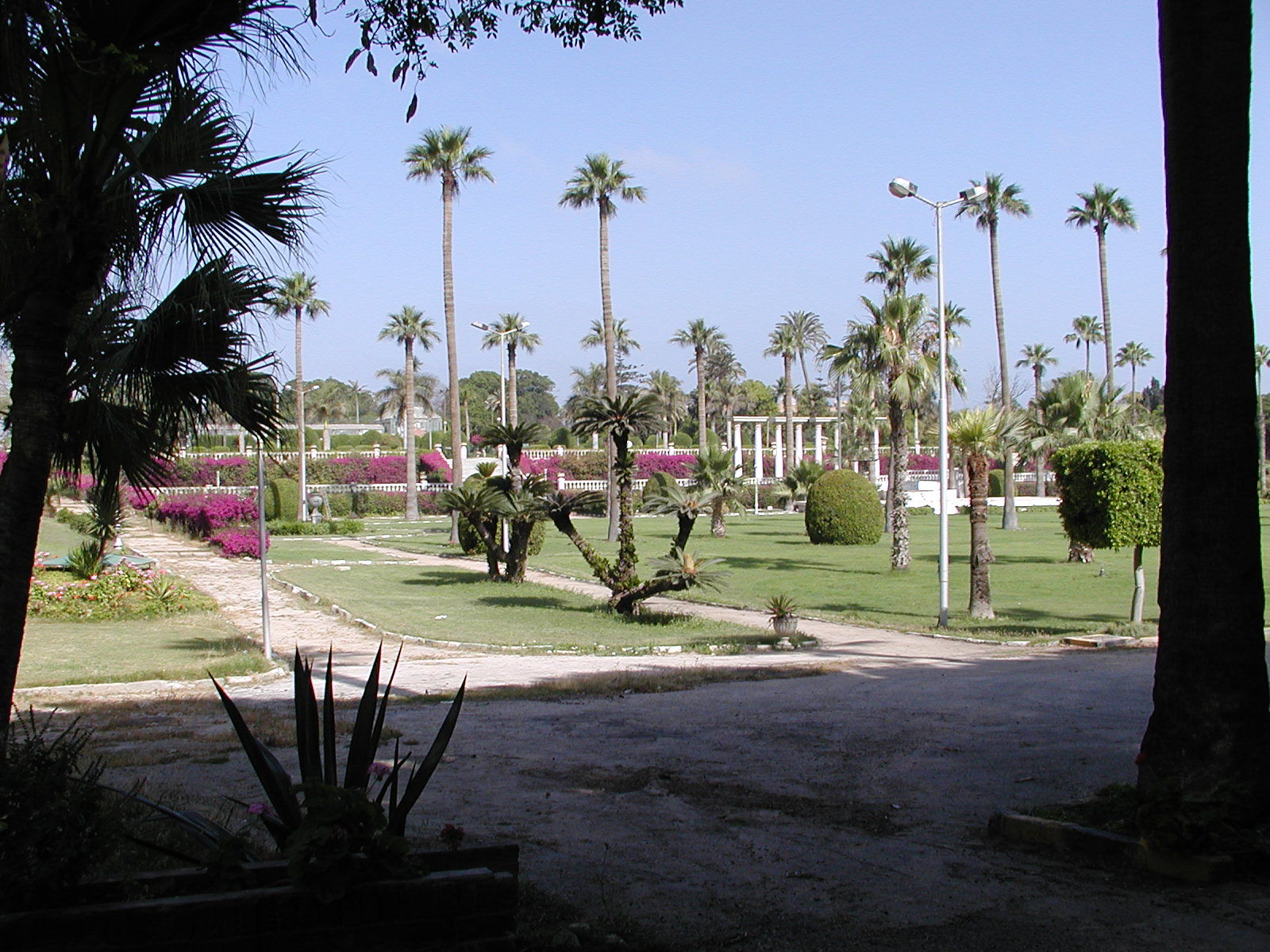
جزء من حدائق أنطونيادس
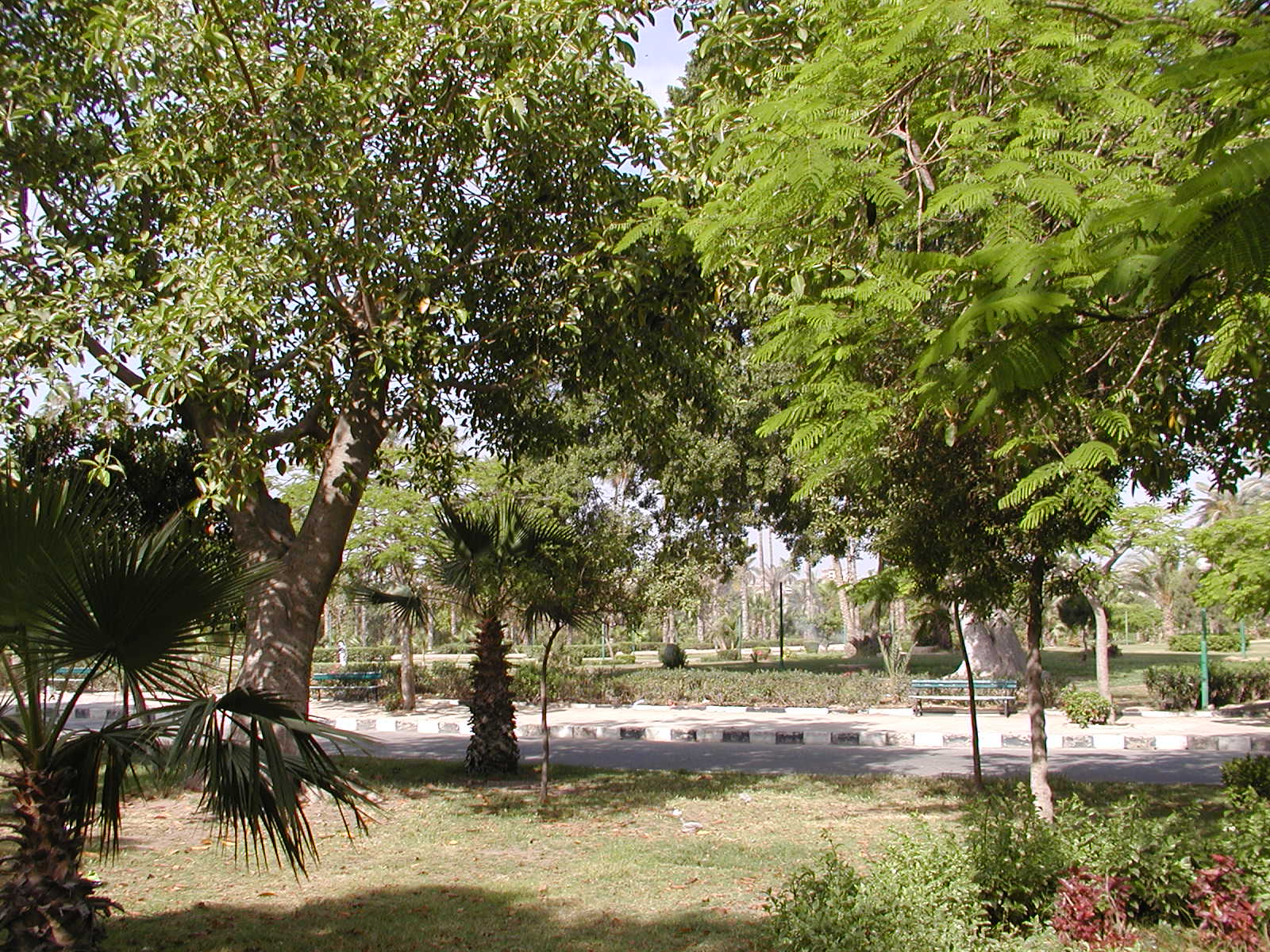
الحديقة الإنجليزية
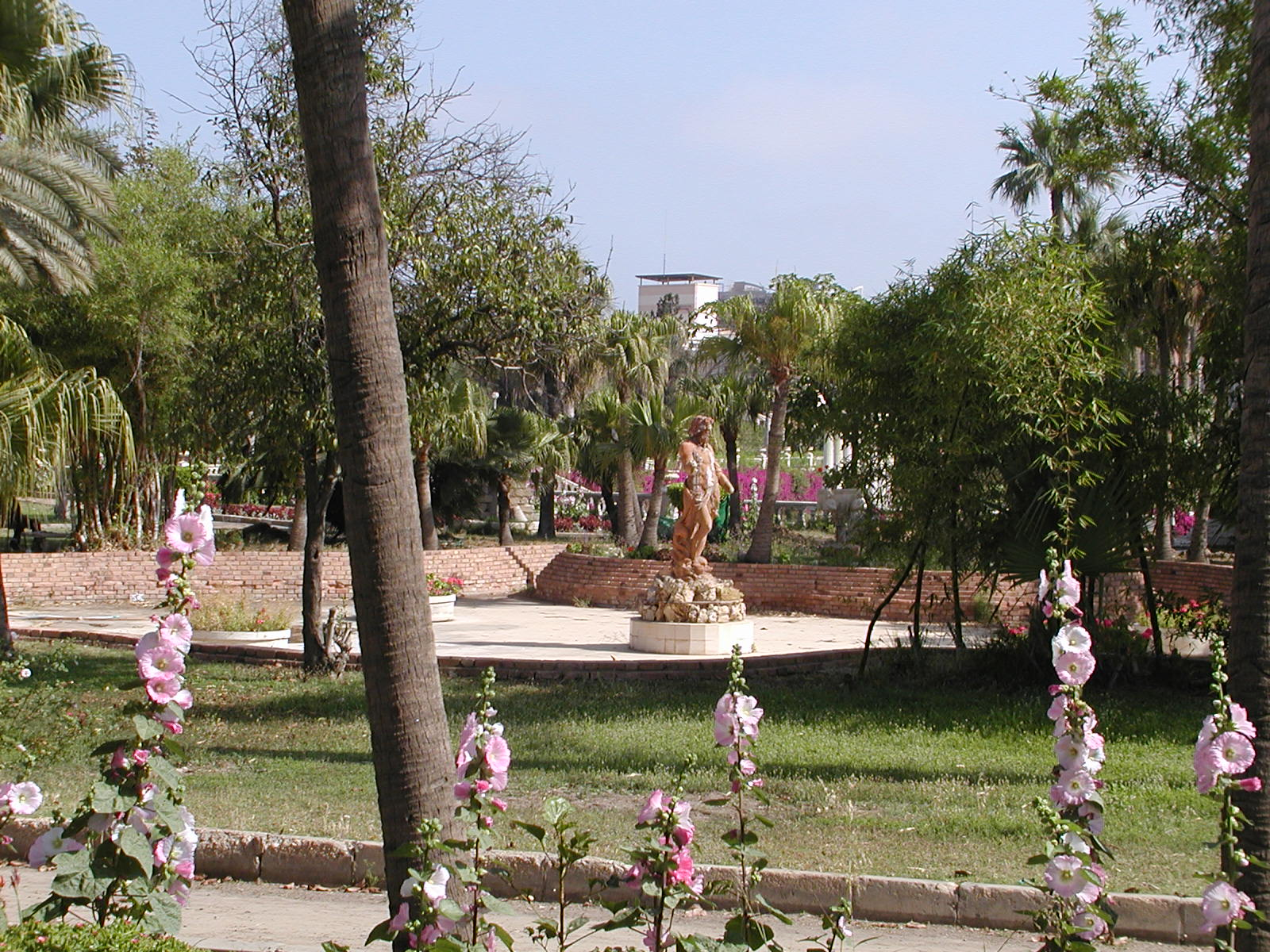
الحديقة الإنجليزية
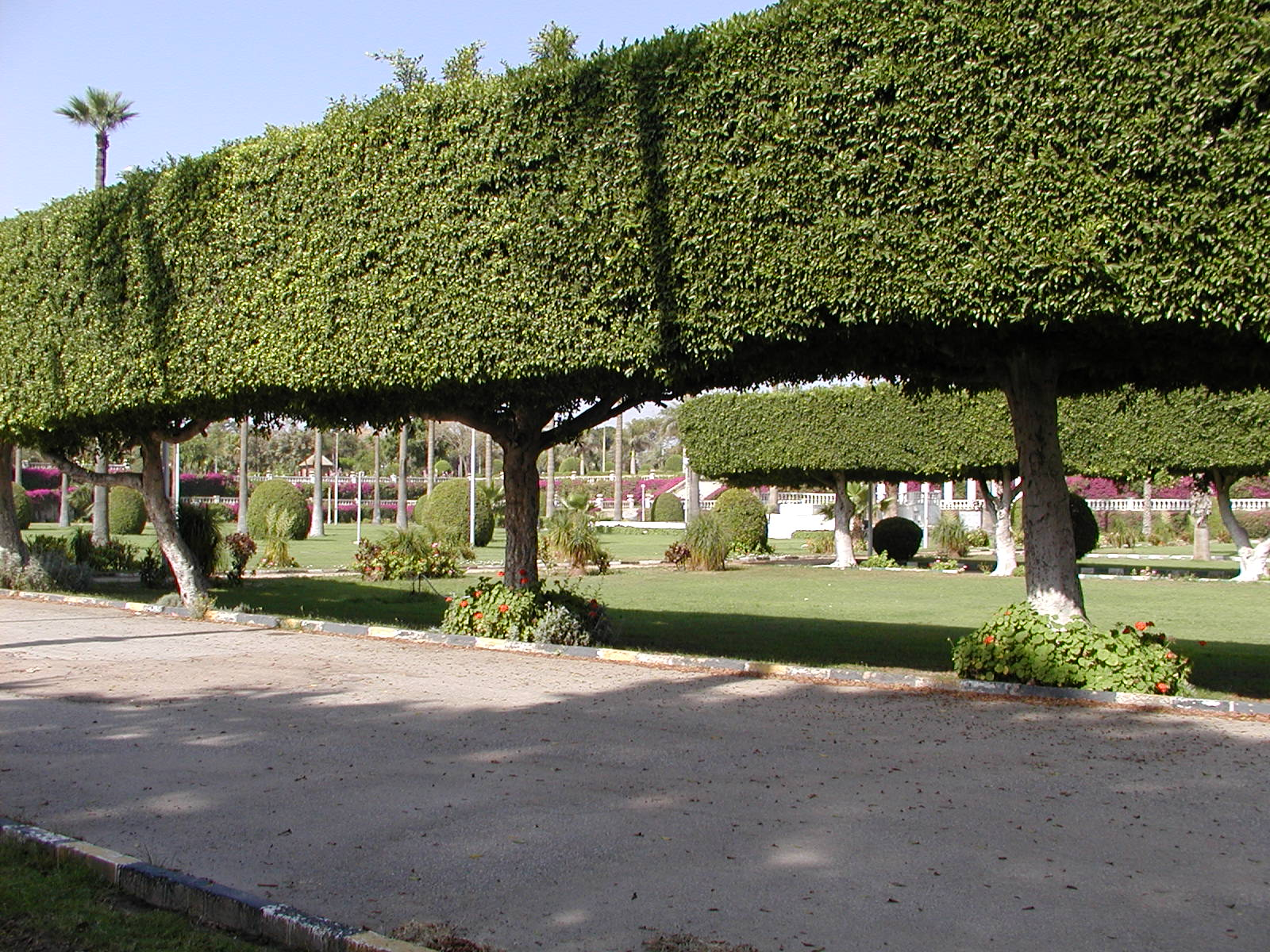
الحديقة الفرنسية
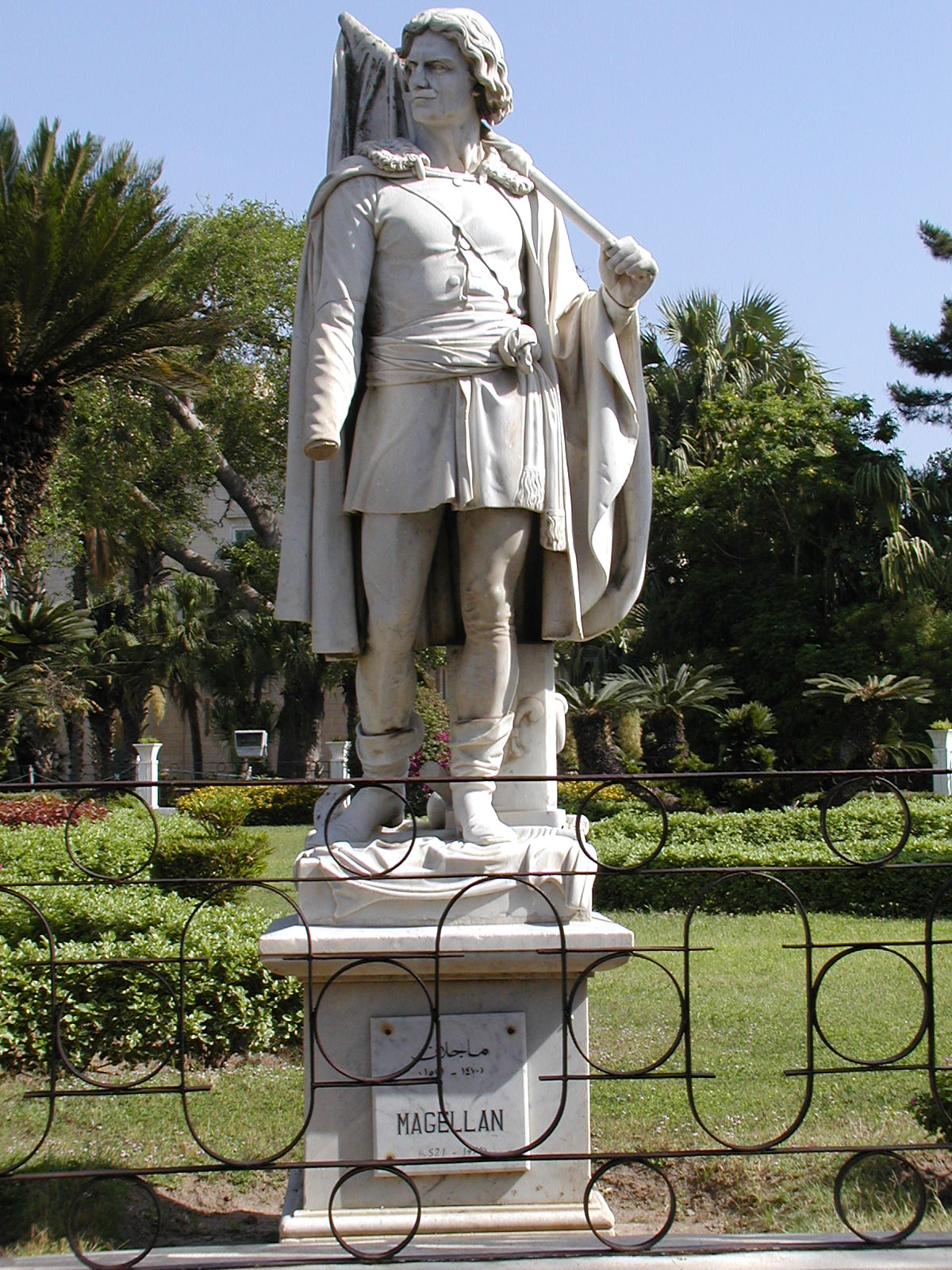
ماجلان
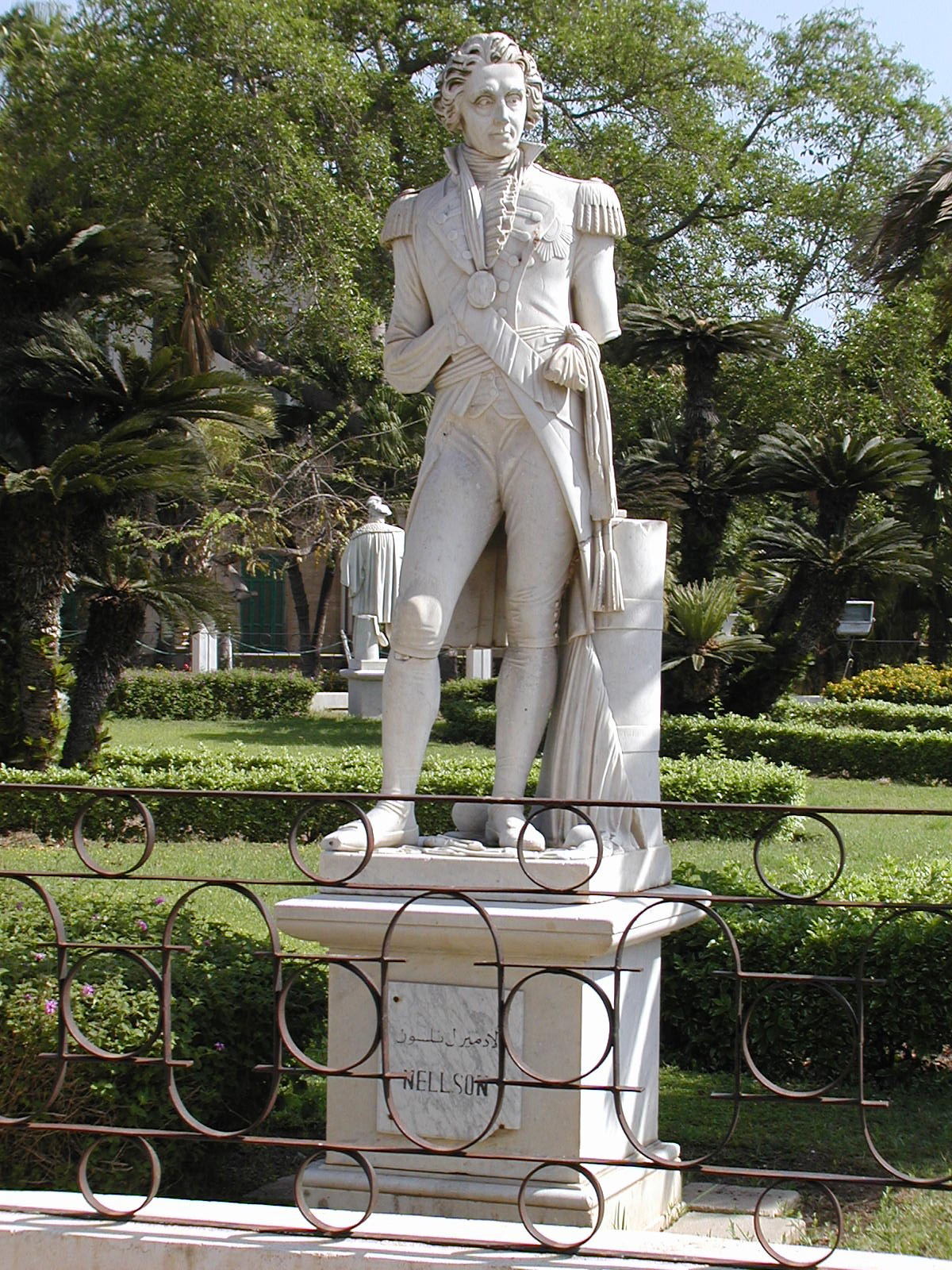
نيلسون
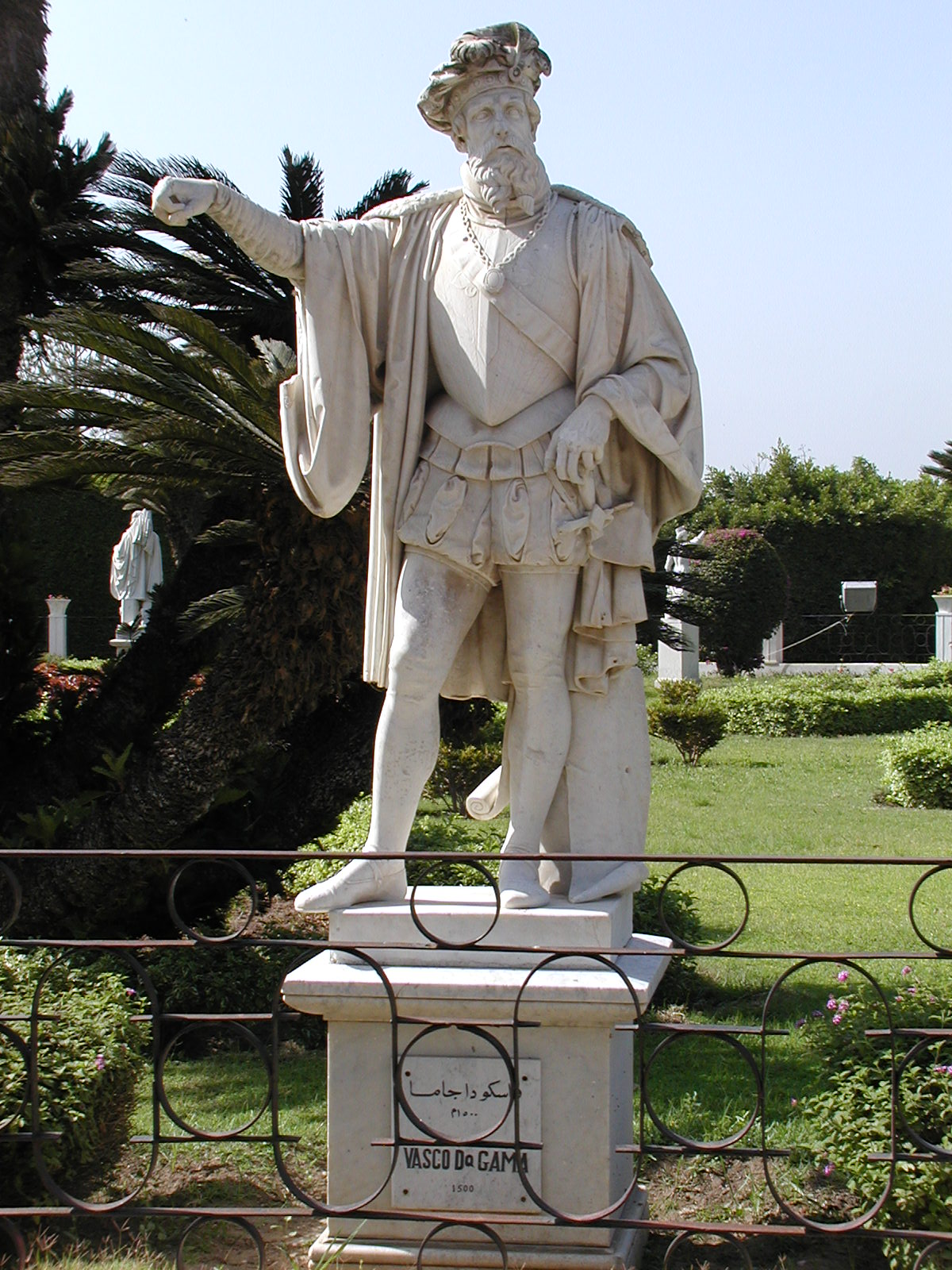
فاسكو دي غاما
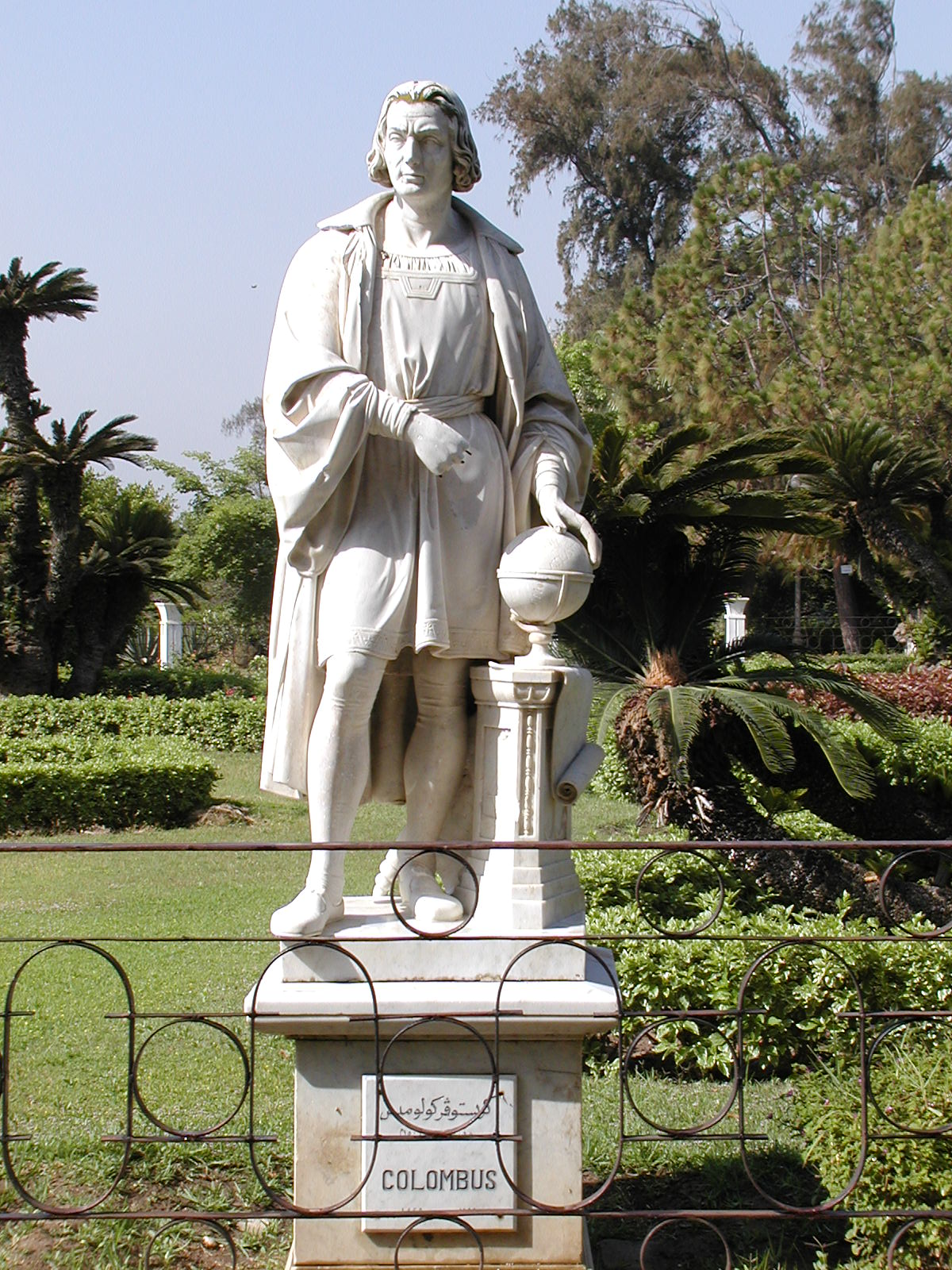
كولمبس

## وصلات خارجية
- البوابة الإلكترونية لمحافظة الأسكندرية